# Passaporte japonês
Passaportes japoneses (日本国旅券, Nihonkoku ryoken) são emitidos a cidadãos japoneses para facilitar as viagens internacionais.

## História
Os primeiros documentos de viagem para viagens ao exterior por cidadãos japoneses foram introduzidos em 1866, perto do final do xogunato de Tokugawa . Esses documentos assumiram a forma de uma "carta de solicitação" carimbada, permitindo que os cidadãos japoneses viajassem para o exterior para fins comerciais e educacionais. O termo "passaporte" foi formalmente introduzido no idioma japonês em 1878 e em 1900 foram introduzidos os primeiros regulamentos que regiam o uso de passaportes japoneses. A forma moderna do passaporte japonês surgiu pela primeira vez em 1926, e os primeiros passaportes japoneses, legíveis por máquina e compatíveis com a ICAO, foram introduzidos em 1992.

## Tipos de passaportes
- Passaporte comum : emitido para cidadãos japoneses normais.
  - Os passaportes comuns são emitidos em dois períodos diferentes de validade: 5 e 10 anos. Cidadãos japoneses com até 19 anos de idade só podem receber um passaporte de 5 anos, enquanto aqueles com 20 anos ou mais podem escolher um passaporte de 5 anos (azul) ou 10 anos (vermelho) por diferentes taxas de registro.
- Passaporte oficial : emitido para membros da Dieta Nacional e funcionários públicos .
- Passaporte diplomático : emitido para membros da Família Imperial, diplomatas e seus familiares e altos funcionários do governo.
  - Por convenção, o Imperador e a Imperatriz do Japão não possuem passaporte.
- Passaporte de emergência : emitido para cidadãos japoneses estrangeiros quando passaportes legíveis por máquina não podem ser emitidos por uma missão diplomática do Japão devido a um mau funcionamento e não há tempo para esperar que o passaporte seja emitido pelo Ministério das Relações Exteriores do Japão, ou para estrangeiros japoneses que não receberam o documento de viagem para retorno ao Japão, válido por 1 ano a partir da data de emissão.
  - Documento de viagem para retorno ao Japão ( ja ) : O documento de viagem de emergência de uso único emitido para estrangeiros no Japão para retornar ao Japão, apresenta uma capa branca com o selo do governo de Paulownia no Japão . Invalidado imediatamente após o uso.

Todos os passaportes japoneses emitidos após 20 de março de 2006 são passaportes biométricos .
Os passaportes japoneses têm o Selo Imperial de Crisântemo do Japão inscrito no centro da capa, com os caracteres japoneses lendo Nipponkoku Ryoken (日本国 旅 券) inscritos acima em escrita do selo e sua tradução em inglês JAPAN PASSPORT em letras latinas abaixo do selo. Os passaportes comuns válidos por cinco anos apresentam capas azuis escuras e os válidos por dez anos apresentam capas de cor carmesim . Além disso, os passaportes oficiais possuem capas verde-escuras e os passaportes diplomáticos possuem capas marrom-escuras.

### Página de dados
- Foto do titular do passaporte
- Tipo
- País emissor
- Número do Passaporte
- Sobrenome
- Nome dado
- Nacionalidade
- Data de nascimento
- Sexo
- Domicílio Registrado
- Data de emissão
- Data de validade
- Autoridade emissora
- Assinatura do portador

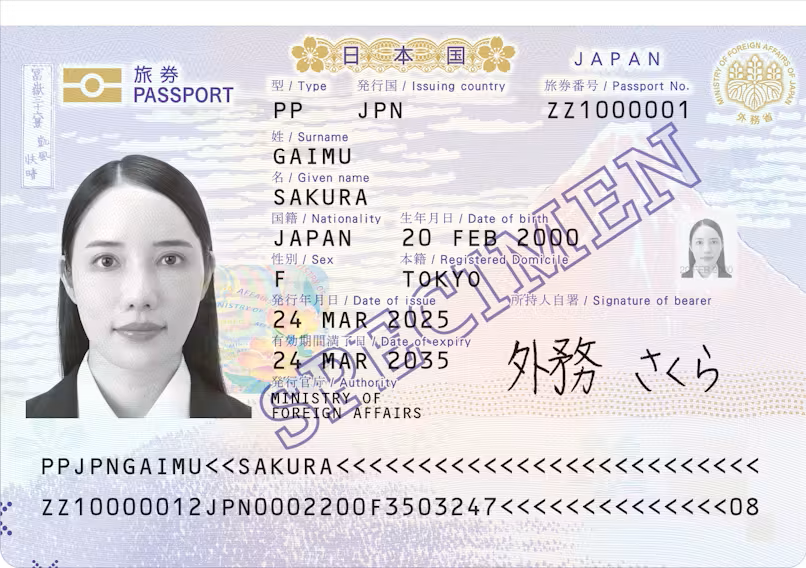
Página de dados

A página de informações termina com a zona legível por máquina.

### Nota do passaporte
Os passaportes contêm uma nota do país emissor que é endereçada às autoridades de todos os outros países, identificando o portador como um cidadão desse país e solicitando que ele seja autorizado a passar e ser tratado de acordo com as normas internacionais. A nota dentro dos passaportes japoneses afirma:
Em japonês :
日本 国民 で あ る 人 を 通路 故障 く 旅行 さ せ 、 か つ 、 同人 に 必要 保護 保護 扶助 扶助 与 え れ れ る。 扶助 与 れ る。 を 与 る。 扶助 与 れ る。 扶助 与
O Ministro dos Negócios Estrangeiros do Japão solicita a todos aqueles a quem possa interessar permitir que o portador, um cidadão japonês, passe livremente e sem impedimentos e, em caso de necessidade, conceda a ele toda a ajuda e proteção possíveis.

### Língua
Os passaportes japoneses são impressos inteiramente em japonês e inglês, exceto a nota de cautela encontrada no final do passaporte (por exemplo, na página 51 do passaporte biométrico comum de dez anos), que é impressa apenas em japonês . Esta nota contém informações sobre o que o portador deve saber ao encontrar várias situações em um país estrangeiro.
O sobrenome, nome e outras menções personalizadas (como domicílio registrado) são indicados apenas em letras maiúsculas em latim. Os nomes japoneses são, em princípio, transcritos de acordo com o sistema de romanização de Hepburn, mas exceções são admitidas em certos casos, principalmente quando o nome é a transcrição de katakana de um nome estrangeiro (cônjuge japonês ou filho japonês de estrangeiro), nesse caso a ortografia original O nome do alfabeto latino pode ser usado apenas se você enviar o documento oficial com a grafia original emitida pelo governo (cônjuge ou passaporte dos pais etc.)
A assinatura pode ser escrita em qualquer idioma e ortografia que o indivíduo desejar.

## Requisitos de visto

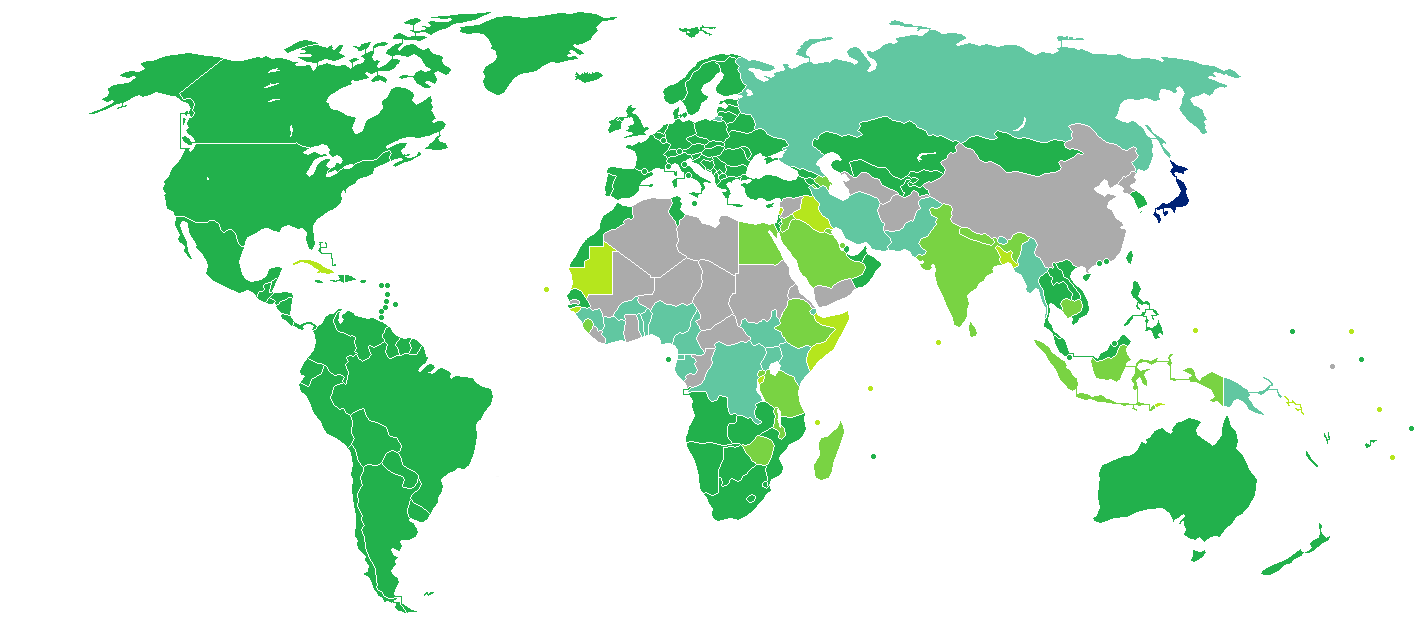
Países e territórios com entradas ou vistos sem visto na chegada para portadores de passaporte japonês regular

Os requisitos de visto para cidadãos japoneses são restrições de entrada administrativa pelas autoridades de outros estados que são impostas aos cidadãos do Japão. A partir de 3 de abril de 2019, os cidadãos japoneses tinham acesso sem visto ou sem visto à chegada a 191 países e territórios, classificando o passaporte japonês como o passaporte mais forte do mundo em termos de liberdade de viagem, de acordo com o Henley Passport Index . No entanto, a suspensão das isenções de visto e as restrições de viagem para os portadores de passaporte japonês desde janeiro de 2020 devido ao surto de COVID-19 coloca esse fato em dúvida.
Em outubro de 2018, os passaportes do Japão, Brunei, Singapura e São Marino são os únicos a permitir entrada sem visto ou autorização eletrônica de viagem para as quatro maiores economias do mundo, China, Índia, estados da União Europeia e Estados Unidos.

## Galeria de passaportes japoneses

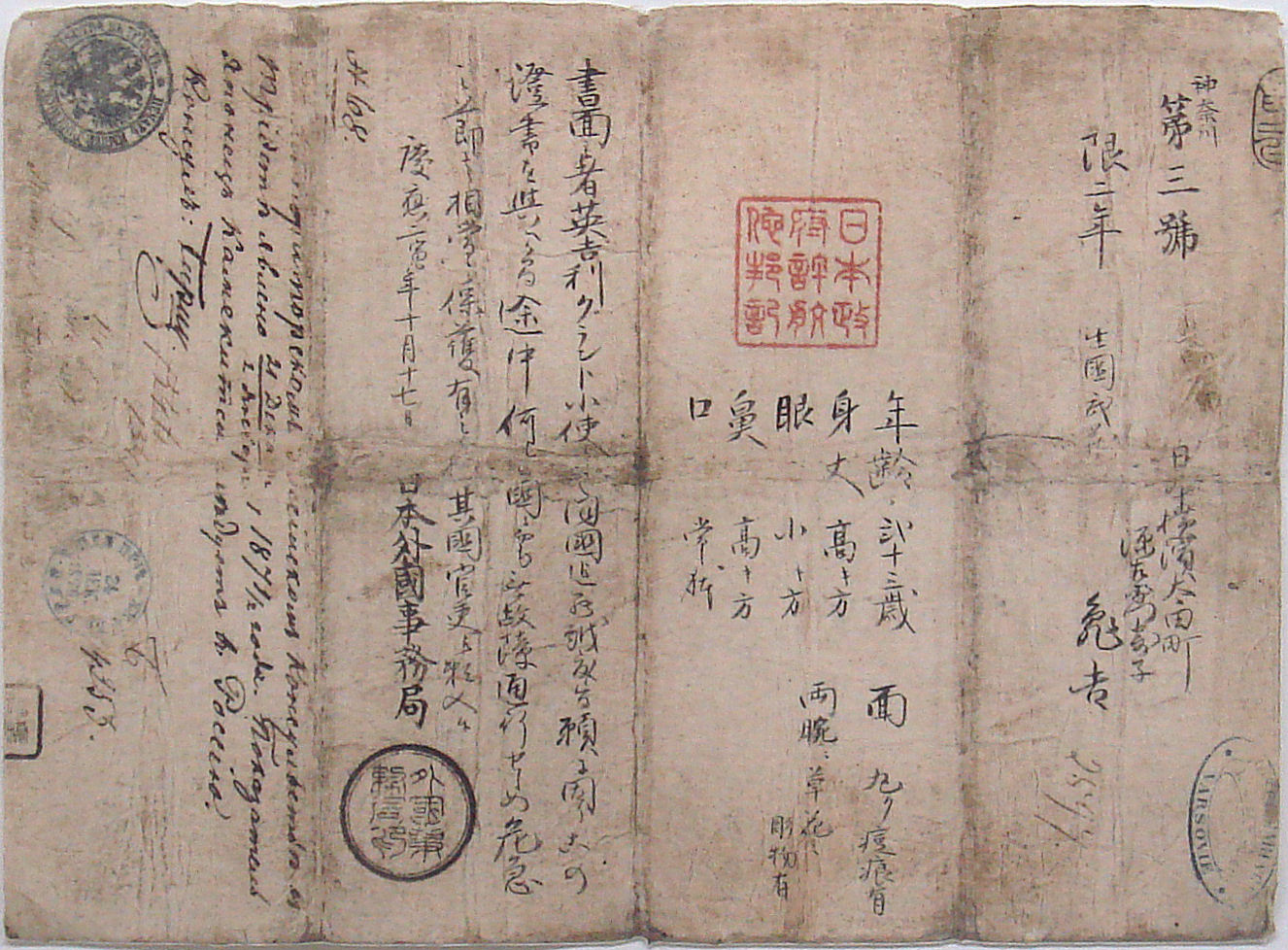
Primeiro passaporte japonês, emitido em 1866.
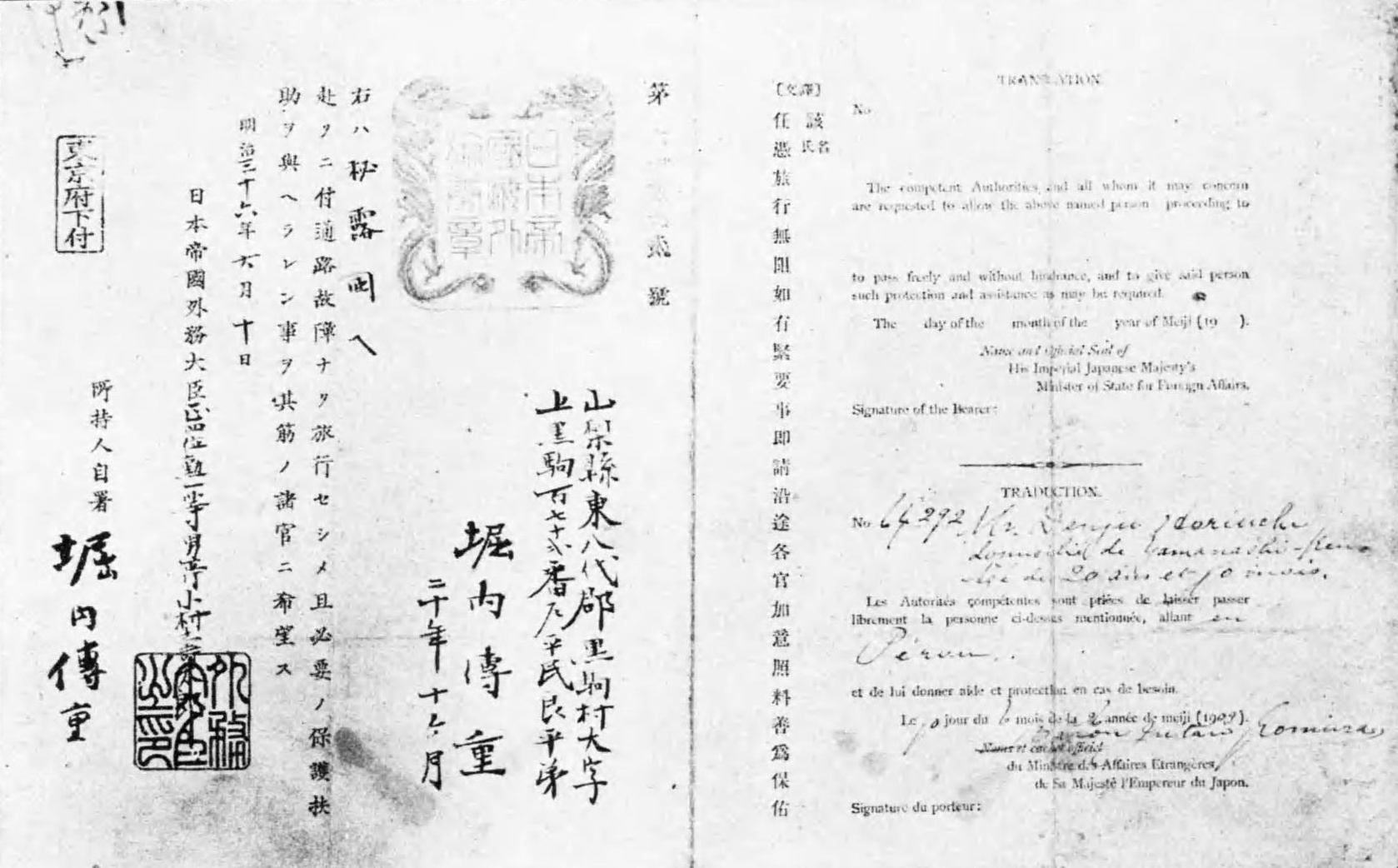
Passaporte japonês emitido para Denjū Horiuchi ( ja ) em 1903.
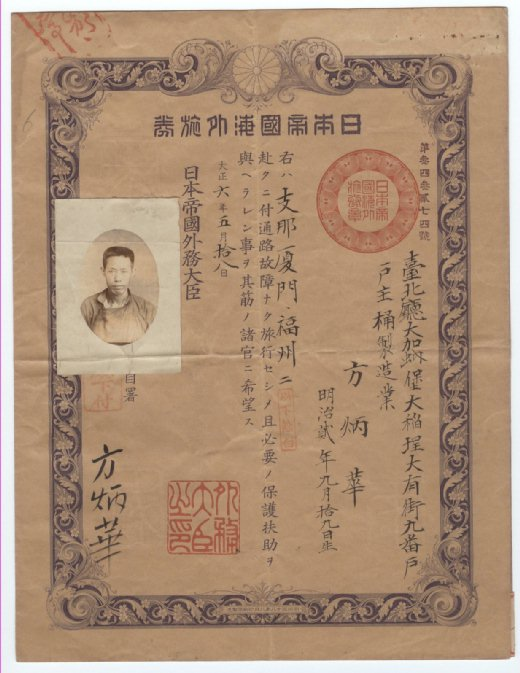
Passaporte ultramarino japonês imperial emitido em Taiwan em 1917.
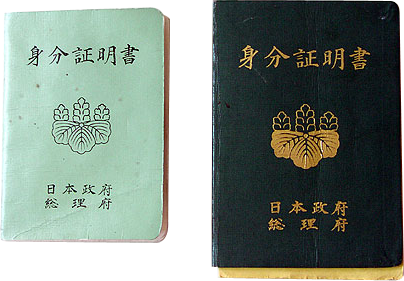
Passaportes restritos para passageiros que viajam entre o Japão continental e Okinawa durante 1952-1972.
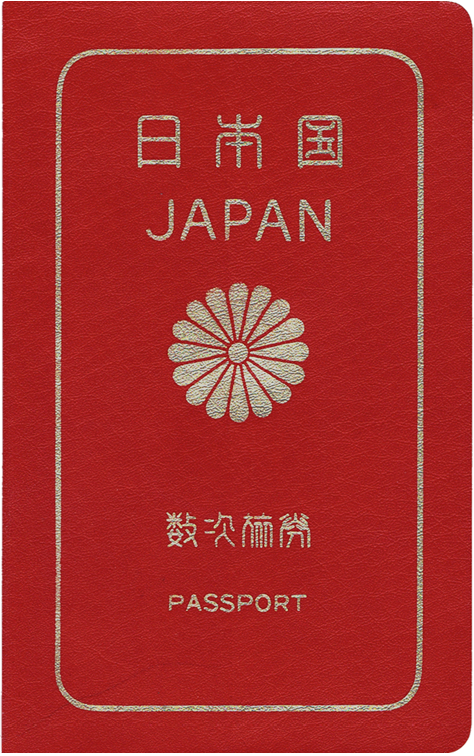
Capa de um passaporte japonês não legível por máquina, emitido na década de 1980.
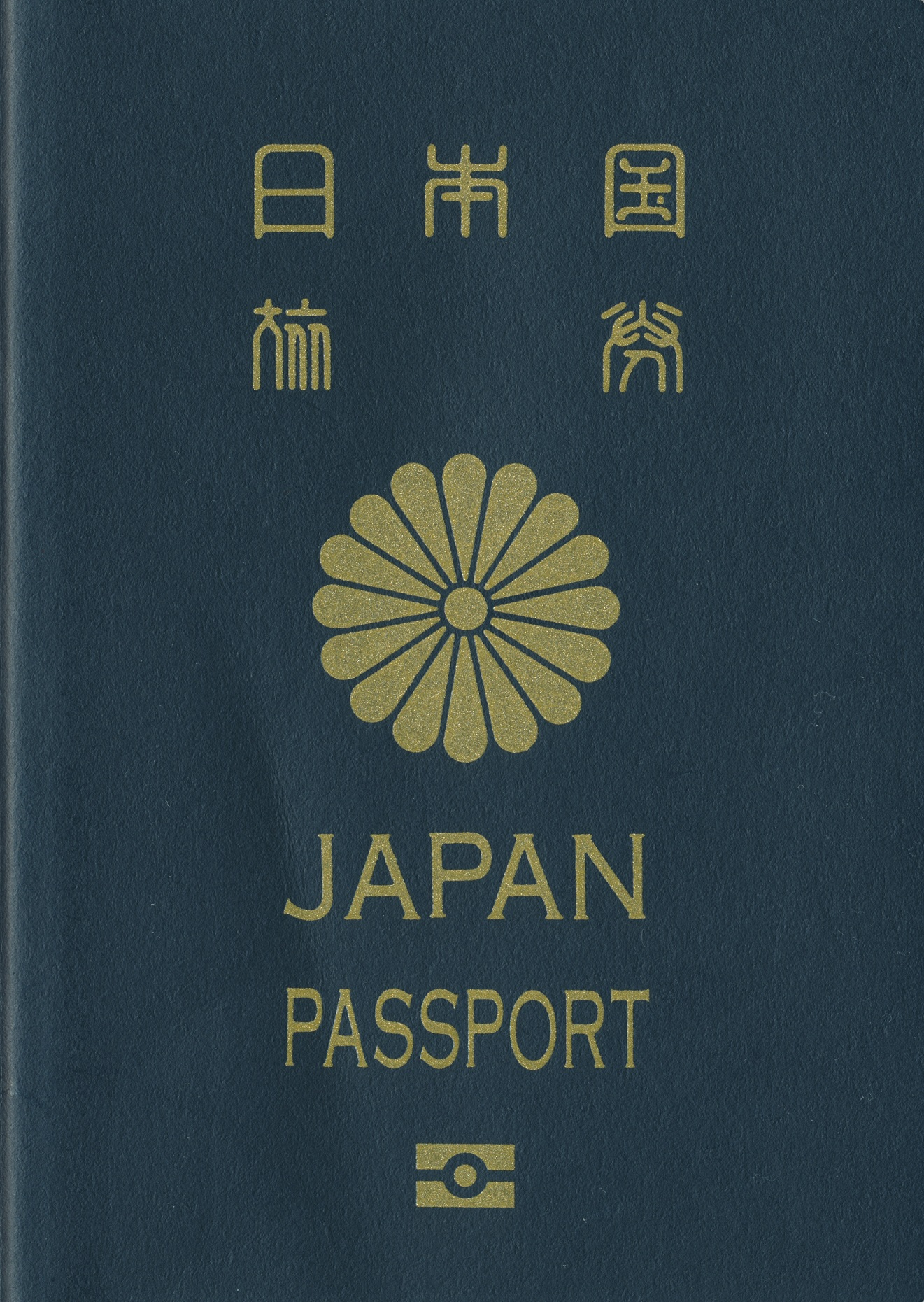
5 anos de validade ePassport japonês.
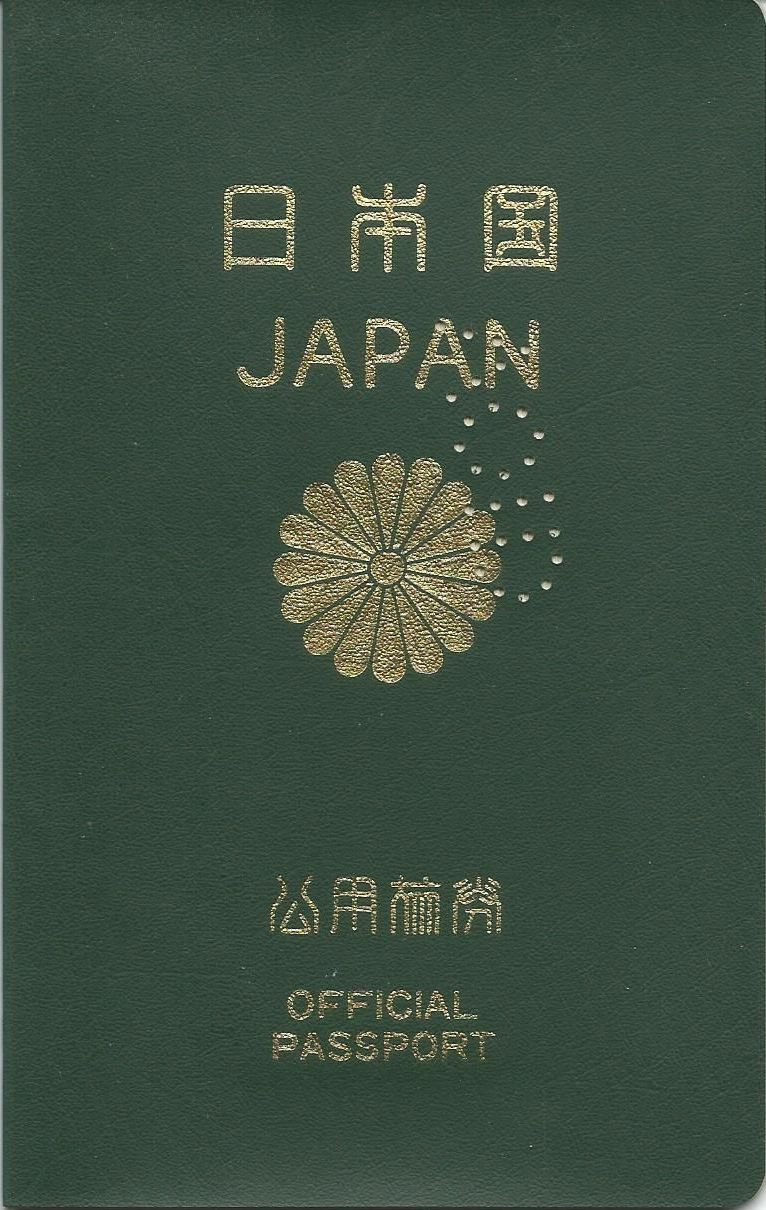
Passaporte oficial japonês.
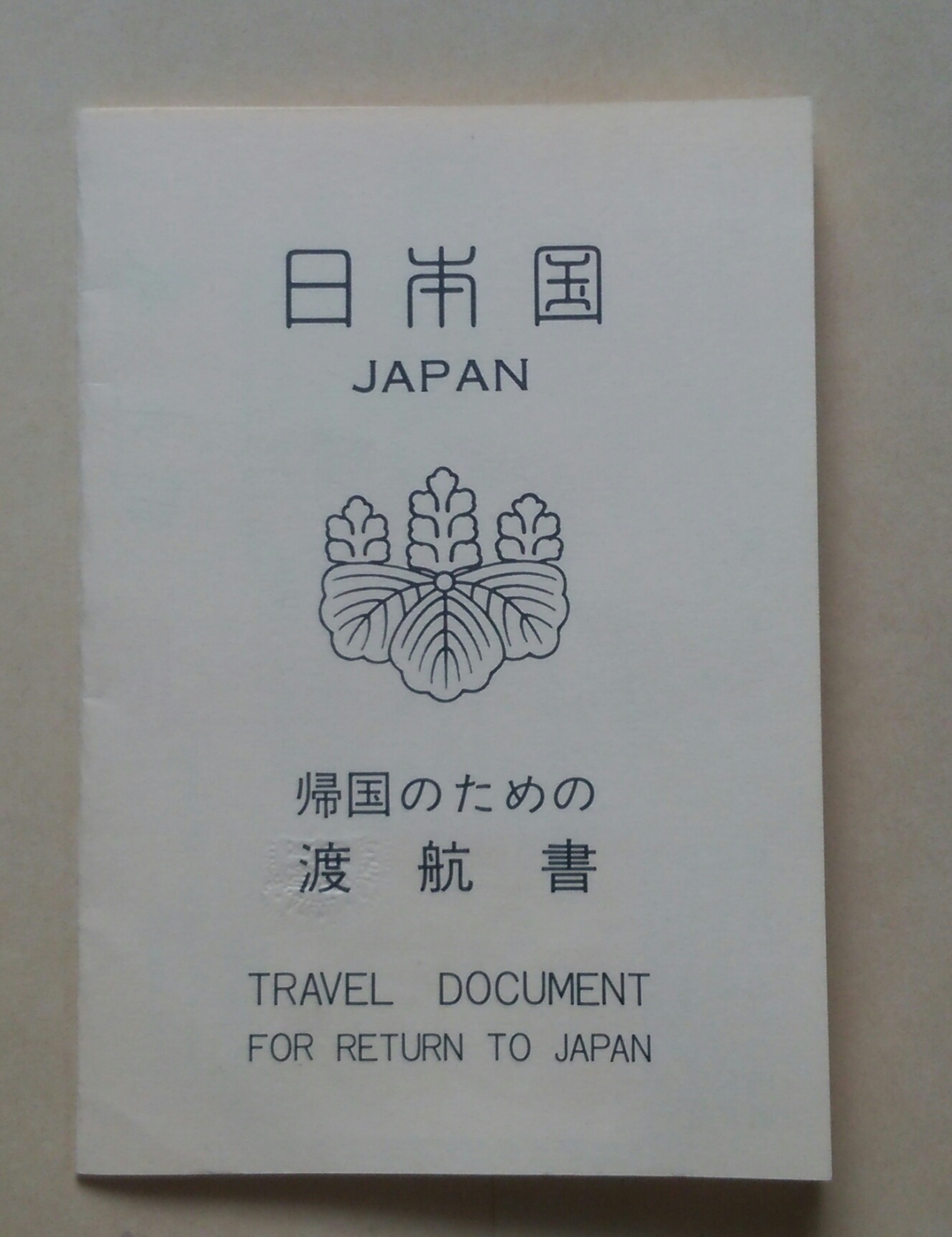
Documento de viagem para retorno ao Japão.